# Natatolana chilensis
Natatolana chilensis är en kräftdjursart som först beskrevs av Menzies1962.  Natatolana chilensis ingår i släktet Natatolana och familjen Cirolanidae. Inga underarter finns listade i Catalogue of Life.